# Acanthothrips nodicornis
Acanthothrips nodicornis är en insektsart som först beskrevs av Reuter 1880.  Acanthothrips nodicornis ingår i släktet Acanthothrips och familjen rörtripsar. Arten är reproducerande i Sverige. Inga underarter finns listade i Catalogue of Life.